# Tal & Qual
O Tal & Qual é um jornal semanário português, de caráter tabloide. Foi fundado em julho de 1980, por Joaquim Letria. Cessou a sua publicação em 2007. A 9 de junho de 2021, o título regressou às bancas, sob a direcção de Jorge Morais. 

## O jornal original
O jornal Tal & Qual recebeu o nome do programa de televisão homónimo, estreado a 20 de outubro de 1979, na RTP2, de enorme sucesso, apresentado por Joaquim Letria e produzido por Thilo Krasmann. Foi sucessivamente dirigido por Mário  Zambujal, José Rocha Vieira, Hernani Santos, João Ferreira, Jorge Morais, Alexandre Pais, José Paulo Canelas, Gonçalo Pereira e Emídio Fernando.
Alguns dos seus artigos mais conhecidos:
- A ligação de Sá Carneiro a Snu Abecassis (que foi a primeira manchete do jornal);
- A denúncia do esquema de Dona Branca;
- A revelação do primeiro cancro de Marco Paulo;
- A fuga dos Cavacos;
- A ocupação de um lugar na bancada do PSD no Parlamento;
- A investigação do casamento de Bárbara Guimarães com Pedro Miguel Ramos, em Punta Cana.

Saía à sexta-feira. A sua tiragem variou muito ao longo da sua história. No início, chegou a imprimir 170 mil exemplares por semana. Nos últimos anos, sofreu quebras significativas de vendas. Em 2006, a média foi de cerca de 13 mil exemplares. Em 2007, as vendas situaram-se entre os 9 mil e os 10 mil exemplares.
No dia 28 de setembro de 2007, foi posta à venda a sua última edição.

## A segunda encarnação do jornal
A segunda série do semanário saiu a 9 de Junho de 2021, sob direcção do jornalista Jorge Morais e dircção executiva de João Vasco Almeida.É editado pela empresa Parem as Máquinas, um consórcio de jornalistas, cujo principal acionista é José Paulo Fafe, que até janeiro de 2024 foi diretor-executivo do Global Media Group.
O jornal é editado em papel, com uma tiragem de 30 mil exemplares e sai às quartas-feiras. Não tem edição digital, embora publique artigos - seja eles integrais ou apenas excertos -, e de acesso livre, no seu site. O site não apresenta publicidade nem uma subscrição digital. 
Em julho de 2023, Bárbara Reis, a redatora principal do Público, destacou o facto de a ficha técnica desta segunda encarnação do jornal apresentar apenas cinco nomes, não sendo nenhum deles o de jornalistas, editores ou repórteres.

## Jornalistas do jornal original
- Ferreira Fernandes
- José Júdice
- Ferreira Pinto
- Paulo Madeira
- Jorge Morais
- Luís Marques
- Henrique Monteiro
- João Garcia
- João Vasco Almeida
- Alcides Vieira
- Manuel Catarino
- Frederico Duarte Carvalho
- Vítor Bandarra
- Mário Zambujal
- Zaida Tristão
- Liliana Barros Correia
- Rui Cabral